# Accelerazione al plasma
Per accelerazione al plasma si intende un insieme di tecniche per accelerare particelle cariche, come elettroni, ioni o positroni, mediante alti campi elettrici creati in un plasma. Tali tecniche potrebbero contribuire a realizzare una tecnologia per costruire acceleratori di particelle di dimensioni ridotte rispetto agli acceleratori convenzionali, che fanno uso di campi elettrici eccitati in cavità metalliche per accelerare particelle cariche. Le applicazioni di tale tecnologia innovativa di accelerazione di particelle sarebbero numerose, spaziando dalla medicina (sorgenti di radiazione di betatrone o laser a elettroni liberi per la diagnostica o per la radioterapia, sorgenti di adroni per l'adroterapia) alla fisica delle alte energie (collisori più compatti).

## Descrizione
L'idea alla base delle tecniche accelerazione al plasma di elettroni, proposta inizialmente da Toshiki Tajima and John M. Dawson nel 1979 è quella di creare una perturbazione (detta driver) nella neutralità di carica di un plasma mediante impulsi laser ultra-corti (schemi di accelerazione al plasma laser-driven) o fasci di particelle cariche relativistiche (schemi di accelerazione al plasma beam-driven); nella scia di questa perturbazione si creano delle onde di plasma, i cui campi elettrici possono poi essere utilizzati per accelerare pacchetti di particelle cariche (detti witness) opportunamente iniettati nell'onda creata. Un'analogia frequente è quella di un surfista che cerca di accelerare cavalcando le onde di scia di una barca nel mare.

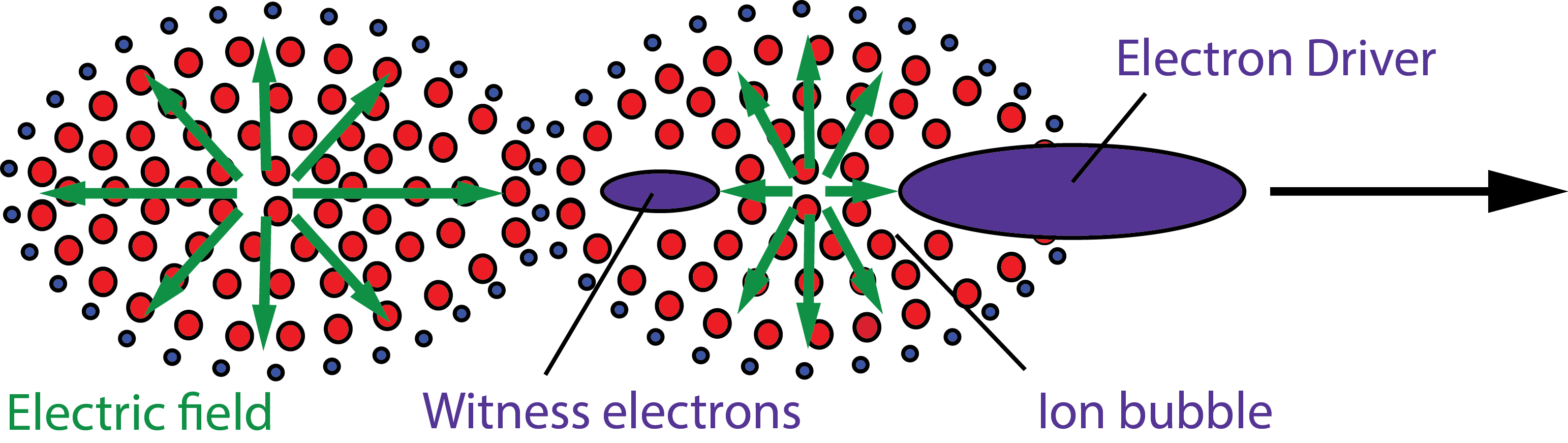
Rappresentazione dello versione originale dello schema beam-driven chiamato Plasma Wake Field Acceleration (PWFA). I pallini blu e rossi rappresentano rispettivamente gli elettroni e gli ioni del plasma. Le ellissi viola rappresentano i pacchetti relativistici di elettroni driver e witness iniettati nel plasma. Gli elettroni del plasma si allontanano dal driver mentre esso avanza nel plasma, creando dietro di esso una zona di carica positiva. La forza di richiamo di queste cariche positive attira gli elettroni respinti dal driver, chiudendo il contorno di una bolla che segue il driver. La perturbazione così creata induce la creazione di altre bolle a seguire quella che contiene il driver. Le frecce verdi indicano la direzione e il verso del campo elettrico che si forma. Il pacchetto di elettroni witness, che segue il driver, viene accelerato dal campo elettrico di scia che si forma nella bolla di ioni. Negli schemi di accelerazione al plasma laser-driven il ruolo del driver viene assunto da un impulso laser ultra-corto.

Una stima dei campi elettrici massimi sostenibili dalle onde di plasma, e quindi dei massimi gradienti raggiungibili da queste tecniche di accelerazione, è data dal limite non relativistico di rottura dell'onda (wave-breaking) in approssimazione di plasma freddo. Esso viene calcolato ipotizzando una dispersione termica trascurabile nelle velocità delle particelle che compongono il plasma rispetto alle velocità caratteristiche delle oscillazioni coerenti degli elettroni che lo compongono, da cui il nome approssimazione di plasma freddo. In tale approssimazione il massimo campo elettrico sostenibile dall'onda in regime lineare prima che essa si infranga è stimabile pari a:
{\displaystyle E_{cold,wb}[V/m]={\frac {m_{e}\omega _{p}c}{e}}\approx 96{\sqrt {n_{0}[cm^{-3}]}}.},
dove {\displaystyle c} è la velocità della luce nel vuoto, {\displaystyle m_{e}} è la massa dell'elettrone, {\displaystyle \omega _{p}} è la frequenza di plasma, che scala come la radice della densità iniziale del plasma. Con una densità iniziale di {\displaystyle n_{0}=10^{18}cm^{-3}} si otterrebbero dei massimi gradienti pari a circa {\displaystyle 100GV/m}, di almeno due ordini di grandezza maggiori di quelli ottenibili con le tecnologie di accelerazione convenzionale, limitate dal limite di breakdown delle cavità metalliche. Tale stima è abbastanza pessimistica nei regimi di interesse per l'accelerazione al plasma. Tenendo conto delle non linearità nei regimi relativistici delle oscillazioni di plasma in queste tecniche di accelerazione, mantenendo l'approssimazione di plasma freddo, si ottiene un il limite di rottura dell'onda relativistico:
{\displaystyle E_{cold,rel,wb}[V/m]={\sqrt {2(\gamma _{g}-1)}}{\frac {m_{e}\omega _{p}c}{e}}.},
dove {\displaystyle \gamma _{g}} è il fattore di Lorentz associato alla velocità di gruppo delle onde di plasma, pari alla velocità dell'impulso laser o fascio di particelle driver. L'accelerazione al plasma mira a sostituirsi alle tecniche di accelerazione convenzionale, realizzando acceleratori più compatti grazie a gradienti acceleranti così alti. Sebbene essi siano stati dimostrati sperimentalmente, per esempio nel famoso esperimento di SLAC condotto da I. Blumenfeld et al, la qualità dei fasci di particelle accelerati mediante plasmi (in termini di emittanza|emittanza, brillanza, dispersione in energia ed efficienza) non è ancora paragonabile a quella raggiunta nei collisori o nelle sorgenti di radiazione che impiegano tecniche di accelerazione convenzionale, sebbene i progressi in tale direzione siano incoraggianti.

### Schemi Laser-driven
Nell'articolo in cui venne proposta l'idea dell'accelerazione al plasma T.Tajima e J. M. Dawson discussero i due principali schemi di accelerazione al plasma che impiegano impulsi laser intensi {\displaystyle (\gtrsim 10^{17}W/cm^{2})}per eccitare le onde di plasma. Oggi i due schemi vengono chiamati
- Laser Wake Field Acceleration (LWFA): il driver delle onde di plasma è costituito da un singolo impulso laser, preferibilmente di lunghezza {\displaystyle L\approx \lambda _{p}}, dove {\displaystyle \lambda _{p}=2\pi /\omega _{p}} è la lunghezza d'onda di plasma.
- Plasma Beat-Wave Acceleration (LBWA): sfrutta due lunghi impulsi laser di frequenze diverse, il cui battimento genera una componente alla frequenza di plasma {\displaystyle \omega _{p}}, eccitando risonantemente l'onda di plasma desiderata. Tale schema fu proposto da T. Tajima e Dawson come alternativa alla LWFA, in quanto la tecnologia che permise di creare impulsi laser intensi e ultra-corti non era ancora disponibile nel 1979.

Gli schemi di accelerazione al plasma laser-driven soffrono di alcune difficoltà intrinseche all'uso contemporaneo di laser e particelle relativistiche nel meccanismo di accelerazione. L'impulso laser tende a diffrangersi nel plasma, e la sua velocità di gruppo sarà sempre maggiore di quella delle particelle accelerate che lo seguono, provocando una perdita da parte di queste ultime della giusta sincronizzazione con la fase accelerante dell'onda di plasma (fenomeno chiamato dephasing). Queste difficoltà limitano la lunghezza efficace di accelerazione e quindi i massimi guadagni di energia realizzabili con schemi laser-driven.
Il vantaggio principale degli schemi laser-driven è la loro compattezza in quanto (a differenza degli schemi beam-driven) non richiedono una linea di accelerazione convenzionale per produrre le particelle da accelerare, purché esse vengano prelevate direttamente dal plasma mediante meccanismi di autoiniezione (self-injection) i di iniezione controllata (triggered-injection).

### Schemi Beam-driven
Per superare i limiti nei guadagni di energia degli schemi laser-driven venne proposto di eccitare le onde di plasma mediante pacchetti di particelle cariche relativistiche. In particolare P. Chen propose lo schema detto:
- Plasma Wake Field Acceleration (PWFA): le onde di plasma vengono eccitate da un pacchetto di particelle cariche relativistiche iniettato nel plasma, dopo il quale un pacchetto di particelle witness può essere iniettato opportunamente per essere accelerato. L'idea proposta inizialmente per la PWFA per accelerare pacchetti di elettroni con onde eccitate da pacchetti di elettroni originò diverse varianti, chiamate sempre PWFA, come il suo uso per accelerare positroni, o l'eccitazione delle onde di plasma mediante pacchetti di positroni. Vengono inclusi nella PWFA anche esperimenti in cui un lungo driver viene iniettato nel plasma, e una parte delle sue particelle, che si trovano nella fase accelerante del campo, vengono accelerate[4]. In tale variante il pacchetto di particelle iniettato funge sia da driver che da witness. L'uso di pacchetti distinti per driver e witness conduce a qualità maggiore nel fascio di particelle accelerate. Un'altra variante proposta consiste nell'eccitare le onde di plasma in maniera risonante mediante un fascio di elettroni a pettine, costituito da pacchetti di elettroni opportunamente distanziati[9].

Sebbene gli schemi beam-driven possano produrre guadagni di energia maggiore e presentino meno problemi di sincronizzazione tra driver e witness rispetto agli schemi laser-driven, presentano l'ovvio svantaggio di aver bisogno di un sistema di accelerazione convenzionale per produrre i pacchetti driver e witness (che devono avere velocità relativistiche), con le conseguenti esigenze di spazio dettate da tale struttura.